# Saint-Didier-de-la-Tour
 Saint-Didier-de-la-Tour  es una población y comuna francesa, en la región de Ródano-Alpes, departamento de Isère, en el distrito de La Tour-du-Pin y cantón de La Tour-du-Pin.

## Demografía
| 925 | 949 | 1116 | 1127 | 1310 | 1419 |
| Para los censos de 1962 a 1999 la población legal corresponde a la población sin duplicidades (Fuente: INSEE [Consultar]) |     |      |      |      |      |